# Microhyla pulchella
Microhyla pulchella é uma espécie de anfíbio anuro da família Microhylidae. Está presente no Vietname. A UICN classificou-a como em perigo de extinção.